# Izat Ibrahim al Duri
Izat Ibrahim al Duri (en árabe: عزة ابراهيم الدوري‎, al Duri; Tikrit, 1 de julio de 1942-26 de octubre de 2020) fue un comandante militar iraquí, líder de la campaña de fe de 1993, que fue vicepresidente del Consejo de Mando Revolucionario hasta la Invasión de Irak en 2003. Era considerado la mano derecha de Sadam Huseín durante la invasión y guerra en Irak y fue uno de los principales comandantes de la resistencia iraquí durante la guerra de Irak. Además, fue el principal líder de la resistencia baazista que durante algún tiempo fue tácitamente aliada de la organización terrorista Estado Islámico, aunque en un discurso de principios de abril de 2015 hizo un llamamiento a los países árabes para que le ayudaran a expulsar de Irak a los islamistas (su alianza circunstancial con ellos siempre fue tensa e inestable) y a los iraníes.
El 17 de abril de 2015, aunque el Gobierno de Irak afirmó que falleció durante una operación de las tropas iraquíes en la reconquista de Tikrit durante la guerra contra Estado Islámico y los baazistas, el Partido Baaz Árabe Socialista negó rotundamente la información y afirma que sigue acaudillando la resistencia militar baazista. De hecho, se difundieron fotografías del cadáver de un hombre de facciones muy parecidas a las de Al Duri, aunque se observaban diferencias llamativas, como la de la marca central del entrecejo de Al Duri (que son dos laterales en el cadáver) o las orejas muy próximas a la cabeza (Al Duri las tiene muy separadas), lo que hacía pensar que el muerto fuera algún pariente suyo de los muchos que luchan con él (de hecho su muerte había sido anunciada varias veces y siempre resultó no ser él). Finalmente, y tras no llegar a poder confirmarse su muerte con las pruebas de ADN, Al Duri reapareció el 15 de mayo de 2015 con una entrevista de audio a la televisión oficial del Partido Baaz en la que hacía referencia a hechos posteriores a los de sus supuesta muerte, pidiendo unidad a los iraquíes para expulsar del país tanto a los islamistas como a los iraníes.
En los últimos años sus comparecencias públicas se han reducido notablemente y siempre han estado enfocadas en presentarse como aliado de Arabia Saudí y en remarcar su papel esencial en Irak como oposición a la influencia de Irán, como en su largo discurso del 7 de abril de 2018. Falleció el 25 de octubre de 2020 de causas desconocidas.

## Biografía

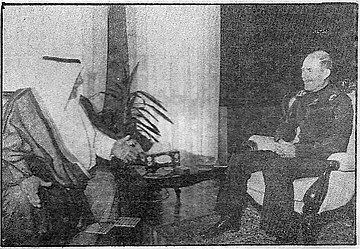
Izat Ibrahim al Duri (derecha) en 1988.

A raíz de la ejecución de Sadam Huseín el 30 de diciembre de 2006, Al Duri fue confirmado como el nuevo líder del proscrito Partido Baaz Árabe Socialista iraquí el 3 de enero de 2007, siendo hasta el 25 de octubre de 2020 su secretario general y la cabeza de la resistencia iraquí de un más amplio Frente Islámico Para la Resistencia Iraquí (o Ejército de la Orden Naqshbandi) de lucha político-militar contra las fuerzas extranjeras de ocupación.
Si bien en diversas ocasiones se anunció su captura, lo cierto es que fue la única «carta de la baraja» que los ocupantes estadounidenses no lograron capturar de la lista de dirigentes de Irak de la época del Partido Baaz, lo que le convirtió en una figura mítica para la resistencia iraquí en general y la baazista en particular.
La familia de Al Duri, quien profesa la religión islámica de corriente sufí, proviene de la región en torno a Tikrit, donde su padre trabajaba como vendedor de hielo. Más tarde trabajó como profesor.

## Reaparición
El 10 de noviembre de 2011, Izat Ibrahim al Duri publicó una cinta de audio que condenaba una campaña reciente para la detención de militantes del Partido Baaz.
El primer indicio visual de su supervivencia surgió el 7 de abril de 2012, cuando un vídeo publicado en Internet le mostró dando un discurso. En las fotos se le ve con un uniforme militar y gafas denunciando al gobierno liderado por los chiitas en Bagdad y la injerencia en la política iraquí por la potencia regional de Irán. «Todo el mundo puede oír los sonidos de peligro y amenaza todos los días haciéndose eco de este país», dice Al Duri durante la emisión de una hora de duración. El asesor personal del primer ministro Maliki, Al Moussawi, dijo que la cinta tenía una función de propaganda, pero que dudaba de que Al Duri se encontrara todavía en Irak, ya que requería una amplia atención médica para una serie de enfermedades. 
En un largo discurso del 7 de abril de 2018 insistió en su papel como aliado de Arabia Saudí para enfrentarse a la influencia de Irán en Irak.
Falleció el 25 de octubre de 2020 de causas desconocidas.